# Leucochrysa (Nodita) postica
Leucochrysa (Nodita) postica is een insect uit de familie van de gaasvliegen (Chrysopidae), die tot de orde netvleugeligen (Neuroptera) behoort. 
Leucochrysa (Nodita) postica is voor het eerst wetenschappelijk beschreven door Navás in 1913.